# Giovanni di Balduccio

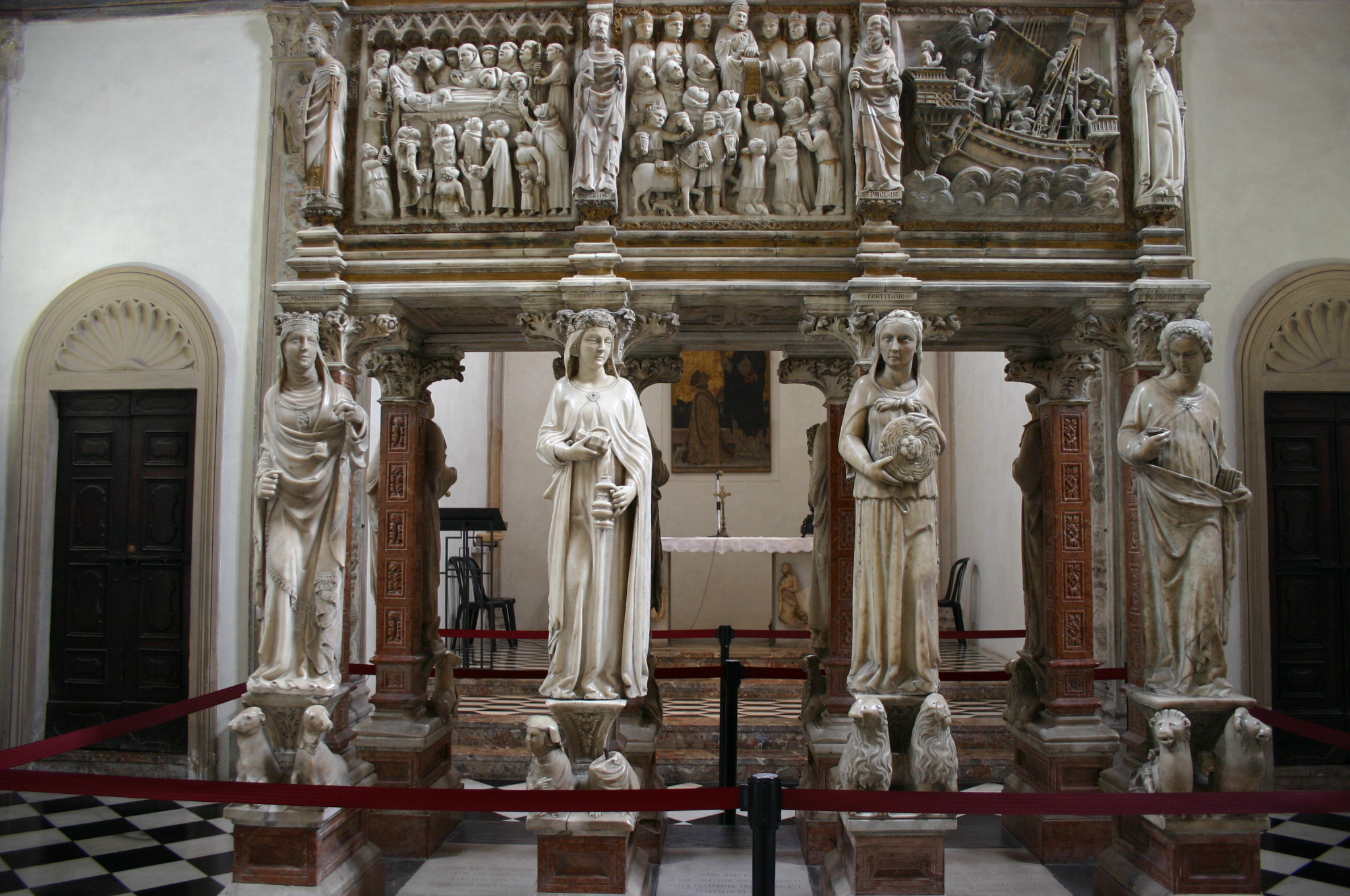
Detalhe da Arca di San Pietro

Giovanni di Balduccio (Pisa, c. 1290 – ?, depois de 1339) foi um escultor da Itália. Foi um dos artistas que criaram a célebre Arca di San Pietro na Capela Portinari da Basílica de Sant'Eustorgio em Milão, obra concluída em 1339. Também trabalhou no portal da igreja da família Brera na mesma cidade, depois colaborou num monumento em Sarzana e em outras obras em San Casciano in Val di Pesa.